# Emphanes tenellus tenellus
Emphanes tenellus tenellus é uma subespécie de insetos coleópteros pertencente à família Carabidae.
A autoridade científica da subespécie é Erichson, tendo sido descrita no ano de 1837.
Trata-se de uma subespécie presente no território português.